# Presbytis comata
El surili de Java (Presbytis comata) es una especie de primate catarrino de la familia Cercopithecidae endémico de mitad occidental de la isla de Java, Indonesia.
Se reconocen dos subespecies de surili de Java:
- Presbytis comata comata - habita al occidente de Java
- Presbytis comata fredericae - habita en Java central

Esta especie cuenta con un estómago saculado que le permite digerir la celulosa de las hojas que le sirven de alimento. El rostro y la cola son pequeños y delgados que contrasta con su abdomen grande y redondeado. Su color varía de gris obscuro a blanco. Tienden a ser más activos durante el día, pasando hasta 5 horas en actividades de acicalado.

## Distribución
El surili de Java se encuentra en la mitad occidental de Java, Indonesia.  DE acuerdo a un estudio reciente, la especie se encuentra confinada principalmente a Sondalandia debido a los cambios ocurridos durante el Pleistoceno de tipo geográfico, en el nivel del mar y en la vegetación, y en parte debido al tipo de suelo y vegetación actual. Habita principalmente en la selva primaria y secundaria de baja altitud, pero se le encuentra a altitudes de hasta 2000 m s. n. m.

## Ecología
El surili de Java se alimenta principalmente de hojas, sin embargo, también se alimenta de flores, frutas y semillas. La especie parece ser más folívora que los otros miembros del género Presbytis, con más del 62% del total de su dieta compuesta por hojas tiernas y el 6% por hojas maduras.

## Conservación
La especie se cataloga como en peligro de extinción actualmente en la Lista Roja de la UICN a causa de la pérdida de hábitat ocasionada por la actividad humana. Se estima que menos de mil ejemplares subsisten en su hábitat natural y de este, solo se conserva el 4%. La mayor parte de la destrucción de su hábitat se ocasionó por la tala de la selva en Indonesia y se calcula que su población ha disminuido al menos e un 50% en 10 años. De las dos subespecies de P. comata, P. c. frediricae se encuentra entre las más raras y en riego de extinción, se localiza en una de las áreas más densamente pobladas de la isla cerca a un volcán activo.